# Егизкызыл
Егизкызыл (каз. Егізқызыл) — село в Аягозском районе Абайской области Казахстана. Входит в состав городской администрации Аягоза. Код КАТО — 631800300.

## Население
В 1999 году население села составляло 105 человек (51 мужчина и 54 женщины). По данным переписи 2009 года, в селе проживали 104 человека (53 мужчины и 51 женщина).